# Međunarodna kampanja za zabranu atomskog oružja
Međunarodna kampanja za zabranu atomskog oružja (engl. International Campaign to Abolish Nuclear Weapons) (ICAN) međunarodna je koalicija koja se sastoji od preko 450 
civilno društvenih organizacija iz više od 100 zemalja. Svrha kampanje je zabrana nuklearnog oružja kroz međunarodnu konvenciju koja bi vodila do krajnje zabrane nuklearnog oružja. Jedna takva konvencija prihvaćena je 7. srpnja 2017. u Ujedinjenim narodima u New Yorku. ICAN je osnovao Međunarodni pokret fizičara za prevenciju nuklearnog rata (International Physicians for the Prevention of Nuclear War) (IPPNW) 2007. godine. Sjedište koalicije je u Ženevi. Tajnik koalicije je Beatrice Fihn. 
Nobelova nagrada za mir dodijeljena je ICAN-u 2017. godine zbog njene borbe na ograničavanju uporabe nuklearnog oružja.

## Vanjske poveznice
- International Campaign to Abolish Nuclear Weapons